# Британский Цейлон
Брита́нский Цейло́н — период истории Шри-Ланки, начиная с момента завоевания Великобританией совместно с государством Канди голландских владений на Шри-Ланке к 1796 году и заканчивая образованием доминиона Цейлон в 1948 году.

## Британское завоевание голландских владений
В 1795 году Республика Соединённых провинций была завоёвана Францией. Новообразованная Батавская республика выступила на стороне Франции в её войнах с Великобританией. На Шри-Ланке это привело к тому, что англичане, заключившие военный союз с Кандийским государством, к 1796 году завоевали все голландские владения.
С 1796 по 1798 годы захваченная англичанами территория находилась в составе Мадрасского президентства Индии, и управление островом осуществлялось представителями английского военного командования и директорами Британской Ост-Индской компании. Непомерные налоги и открытый грабёж местного населения служащими Компании явились причиной крестьянского восстания, охватившего в 1797 году прибрежные районы юго-запада и севера острова, и подавленного лишь год спустя англо-сипайскими частями.

## Образование колонии
В 1798 году были произведены изменения в системе управления. Во главе гражданской и военной администрации был поставлен губернатор, ответственный перед Министерством по делам колоний; контроль же над сбором налогов и торговые монополии оставались в руках чиновников Ост-Индской компании. Система двойственного управления просуществовала вплоть до 1800 года, когда Цейлон был полностью выведен из состава Мадрасского президентства и превращён в отдельную британскую королевскую колонию. Британское господство над прибрежными районами Цейлона было закреплено Амьенским мирным договором 1802 года.
В первое десятилетие XIX века англичане формировали политику на острове, исходя из опыта своих предшественников — голландцев, многие из которых остались на Цейлоне и поступили на службу в Британскую Ост-Индскую компанию. Религиозная политика колониальных властей поставила в неравное положение храмы и монастыри различных областей острова, и высвободила буддийскую сангху из-под централизованного контроля со стороны светской администрации. Распространение христианства и проявление христианизированной прослойки цейлонцев привели к созданию ещё более сложной религиозной ситуации. Политика экспроприации храмовой земельной собственности, лишения буддистов многих привилегий сделала сангху оппозиционной британским колонизатором, вела к активному включению её радикальных членов в общественно-политическую деятельность.
В 1806 году был снят введённый голландцами запрет на проповедь католицизма, в результате чего активную пропаганду христианства на острове вели агнликанцы, баптисты, методисты и католики. Английские власти стремились создать образованную христианизированную прослойку среди местного населения, которая служила бы проводником британской политики.

## Британское завоевание государства Канди
После захвата бывших голландских владений на Шри-Ланке англичане направили свои военные, политические и идеологические усилия на завоевание Кандийского государства. В результате сложных интриг и подкупа англичанам удалось добиться поддержки со стороны части кандийской знати, недовольной действиями правителя Шри Викрама Раджасингхи, который, пытаясь укрепить вооружённые силы Кандийского государства для защиты от англичан, ограничил привилегии местной верхушки, ввёл новые налоги, посягнул на собственность буддийского духовенства. Это оттолкнуло от него многих прежних приверженцев и привело их к открытому союзу с англичанами.
В 1815 году Кандийское государство было оккупировано британскими войсками и включено в состав королевской колонии Цейлон. Бывший правитель Канди был низложен и выслан в Мадрас, а территория бывшего Кандийского государства составила отдельную административную область, переданную в ведение английского резидента, подотчётного губернатору прибрежных районов. Сознавая, что господство в центральных районах острова зависит от того, удастся ли сохранить союз с той частью аристократии и правительства, которая поддержала их в борьбе с последним кандийским правителем, английская администрация предприняла шаги по её вовлечению в государственно-колониальный аппарат.

## Колониальные преобразования первой половины XIX века
Крупное крестьянское восстание, охватившее внутренние районы острова в 1817—1818 годах, убедило английские власти в необходимости скорейшей административно-политической и экономической перестройки на вновь захваченных территориях в целях скорейшей стабилизации положения в колонии. Представители кандийской земельной знати и верхушка буддийского духовенства были последовательно лишены многих привилегий и поставлены в зависимость от британской колониальной администрации.
В 1820-х годах были подготовлены условия для создания на Цейлоне плантационного хозяйства. Начавшиеся конфискации храмовых и общинных земель и земельных владений кандийского правителя и верного ему окружения в пользу британской короны заложили его экономическую основу. Бурное развитие плантационного хозяйства поставило администрацию перед необходимостью создания более благоприятных условий для частнокапиталистического предпринимательства. Первыми плантаторами на Цейлоне стали чиновники колониальной администрации, но с 1845 года, по распоряжению Министерства по делам колоний, им было запрещено заниматься выращиванием плантационных культур до окончания срока службы. Это привело к привлечению в плантационный сектор Цейлона английского частного капитала.

## Политические преобразования середины XIX века
В первой половине XIX века при генерал-губернаторе был создан Законодательный совет, и реорганизован существовавший ранее Исполнительный совет. В состав Исполнительного совета вошли пять высших чиновников английского колониального аппарата. Законодательный совет включал девять официальных (англичане) и шесть неофициальных членов (трое представляли интересы английского частного предпринимательства, трое — верхушку цейлонского общества).
В 1864 году неофициальные члены Законодательного совета во главе с Дж. Уоллом впервые проголосовали против одобрения политики английских колониальных властей, в том числе и в области развития плантационного сектора. Решение было принято голосами официальных членов, однако сам факт оппозиции получил широкий резонанс среди формирующегося среднего класса прибрежных районов. В ноябре 1864 года все шесть неофициальных членов Законодательного совета отказались от своих постов и основали первую общественно-политическую организацию в стране — Цейлонскую лигу. Власти были вынуждены пойти на некоторые уступки, и Законодательному совету было предоставлено право контроля над бюджетом.

## Цейлон в конце XIX — начале XX веков

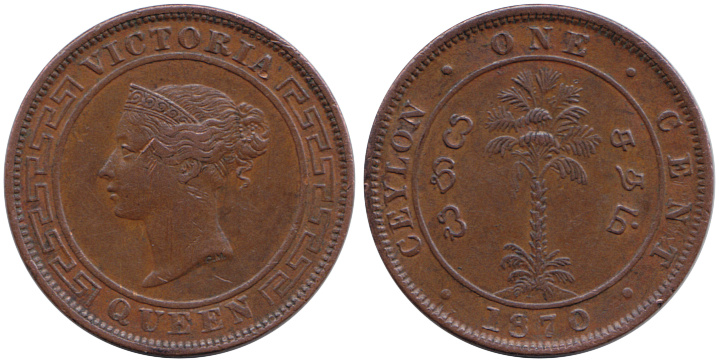
Цент Цейлона 1870 года. С 1870 года на Королевском монетном дворе Лондона для острова чеканились монеты номиналом ¼, ½, 1 и 5 центов из меди и 10, 25 и 50 центов из серебра.

С введением в 1870-х годах денежной формы земельного налога усилился процесс обезземеливания в цейлонской деревне. Содержание крестьянских участков становилось всё более дорогостоящим, и многие крестьянские хозяйства стали переходить к частичному использованию своих земель под экспортные плантационные культуры, дававшие большую денежную выручку с единицы площади. Это привело к падению производства риса; после 1885 года количество импортируемого риса превосходило местное производство.
Гибель кофейных плантаций в результате болезни кофейного листа в 1870-е годы привела к обнищанию значительной части сельского населения, вынужденного закладывать или продавать земли, на которых оно занималось выращиванием кофейного дерева. С конца 1870-х — начала 1880-х годов основной плантационной культурой на Цейлоне становится чайный куст. Последовательное расширение площадей под чайными плантациями способствовало быстрому увеличению производства готовой продукции и развитию промышленности по переработке чайного листа. Переход к созданию акционерных компаний по производству чая повлёк за собой создание новых организационных форм руководства — управляющих агентств, позволивших многим английским плантаторам вернуться на родину и превратиться в рантье, живущих на дивиденды с капитала, вложенного в чайные плантации.
К началу XX века 90 % в экспорте занимали три основные плантационные культуры — чай, каучук и продукты кокосовой пальмы. Сложилось разграничение «сфер влияния»: английский капитал занимал ключевые позиции в производстве, переработке и экспорте чая и других основных экспортных культур, местный же капитал вкладывался в производство так называемых второстепенных экспортных культур (арековая пальма, табак, шоколадное дерево, цитронелла), в мелкие текстильные и пищевые предприятия, в добычу графита и драгоценных камней.
Дифференцированная политика британской администрации в отношении различных религиозных общин привела к усилению этноконфессиональной конфронтации. Последовательно нарастало противостояние между сингалами-буддистами и тамилами-индуистами. Растущие шовинистические настроения сингальских националистов привели к возникновению на рубеже XX века крайне националистического движения под руководством Мунидасы Кумаратунги, направленного на создание «чисто сингальского общества» на Цейлоне, и явившегося основой для позднейшего оформления просингальских партий. В 1905 году буддийские активисты создали Цейлонскую лигу социальных реформ под руководством Ананды Кумарасвами. Конфликт между буддистами и мусульманами привёл к тому, что мусульманская буржуазия открыто встала на сторону колониальных властей и выступила против передачи власти в руки цейлонцев.
В 1910 году была осуществлена реформа Законодательного совета, закреплённая конституцией 1912 года. Согласно реформе, число членов Совета было увеличено до 21 человека с сохранением большинства за официальными членами (11 против 10 неофициальных). Шесть официальных членов (2 равнинных сингала, 2 тамила, 1 кандийский сингал, 1 мавр) назначались генерал-губернатором, сохранявшим всю полноту власти, 4 — избирались на основе высокого имущественного и образовательного ценза. В число избираемых членов входили 2 европейца, 1 бюргер (потомок от браков голландцев с представителями местного населения) и 1 «образованный цейлонец».

## Цейлон в годы Первой мировой войны
После объявления Цейлона воюющей стороной члены Законодательного совета единогласно проголосовали за предоставление дополнительных финансовых средств метрополии. Рост цен на продовольствие и предметы первой необходимости, острая нехватка продуктов питания вели к усилению недовольства политикой британских властей, с одной стороны, и к нарастанию противоречий между различными социальными, этническими и конфессиональными группами — с другой. В результате в 1915 году произошло восстание, в ходе которого как прозвучали антиколониальные призывы, так и проявилось стремление отдельных группировок использовать восстание в своих узкокорыстных целях, добившись у колониальной администрации отдельных уступок за счёт общенациональных интересов.

## Цейлон в межвоенный период
В 1919 году возникла первая общецейлонская националистическая организация — Цейлонский национальный конгресс (ЦНК). В 1921 году внутри ЦНК произошёл раскол, приведший к отделению тамильских националистов, начавших борьбу за увеличение тамильского представительства в Законодательном совете, что закрепило традицию построения политических партий по национально-религиозному принципу. Однако ни ЦНК, ни Цейлонский тамильский конгресс, ни Цейлонский индийский конгресс (защищавший «индийских тамилов»), ни Цейлонская мусульманская лига (выражавшая требования цейлонских мавров) не выставляли своих представителей на выборах в Законодательный совет как партии: их представители участвовали в выборах как независимые кандидаты, не обязанные придерживаться программы своей партии.
В 1923 году была принята Конституция Мэннинга-Девоншира, в соответствии с которой состав членов Законодательного совета был увеличен до 49, число избираемых членов — до 34 человек (из них 23 избирались по территориальному, а 11 — по общинному принципу). За английским губернатором Цейлона оставалось право вето. Избирательное право распространялось на 4 % населения. Провинции получили возможность осуществлять управление и проводить социально-экономические мероприятия в рамках своей юрисдикции.
Со второй половины 1920-х годов изменяется концепция политики Великобритании в Южной Азии в связи с приходом к власти в метрополии лейбористов. Концепция лейбористов в колониальном вопросе заключалась в идее постепенной трансформации империи в Британское содружество наций. Поэтому в 1927 году на Цейлоне начала свою деятельность комиссия Дономора, результатом работы которой стало принятие конституции 1931 года, предусматривавшей введение всеобщего избирательного права и отмену общинного принципа формирования законодательных органов. На смену Законодательному совету пришёл Государственный совет, избираемый всеобщим голосованием по территориальному признаку.
К концу 1937 года английское правительство признало необходимым изменить конституцию, поручив это генерал-губернатору Колдекотту. Обсуждение «Депеши реформ» Колдекотта определило политическую жизнь страны во второй половине 1930-х годов и продолжалось вплоть до начала Второй мировой войны.

## Цейлон в годы Второй мировой войны
5 сентября 1939 года английский губернатор Цейлона выступил в Государственном совете с заявлением о том, что Цейлон является воюющей стороной. Государственный совет одобрил решение об отпуске средств на укрепление обороны страны, а также введении нормированного распределения продуктов питания, текстиля и ряда промышленных товаров. Английская администрация ввела закон «О защите Цейлона», дававший властям право роспуска любой политической организации, а также запрета на проведение собраний и демонстраций.
Со вступлением во Вторую мировую войну Японии возросло стратегическое значение Цейлона. Порты Коломбо и Тринкомали были превращены в военные базы. В марте 1942 года в Коломбо прибыл английский командующий вооружёнными силами Цейлона Дж. Лейтон, который стал главой не только военных, но и гражданских административных властей. В Перадении (близ города Канди) разместился штаб командования вооружённых сил союзников в странах Юго-Восточной Азии во главе с лордом Маунтбэттеном.
В 1942 году на Келанийской сессии ЦНК его лидеры поставили своей целью добиться от английских колониальных властей обещания рассмотреть вопрос о предоставлении Цейлону самоуправления после окончания войны. В соответствии с достигнутыми договорённостями в 1944 году на Цейлоне начала работу Комиссия Соулбери для выработки основ будущего государственного устройства страны. В 1943 году на базе существовавших кружков по изучению марксизма была образована Коммунистическая партия Цейлона.

## Цейлон после Второй мировой войны
В октябре 1945 года на базе предложений Комиссии Соулбери была подготовлена «Белая книга» с текстом новой цейлонской конституции, которая, однако, не предусматривала полной независимости для острова, а сохраняла его в сфере британской юрисдикции. Пост генерал-губернатора передавался представителям цейлонского общества, тем не менее глава законодательной власти назначался английским правительством.
В ходе противоборства вокруг положений Конституции Соулбери произошёл раскол внутри ЦНК: из него вышла правая группировка, поддержавшая английские предложения и образовавшая Объединённую национальную партию (ОНП). ОНП заняла ведущие позиции в Государственном совете и Совете министров, ЦНК же, ставший партией оппозиции, отошёл на второй план как потенциальный правопреемник властных полномочий от английской стороны. Тамильские партии, а также Цейлонская мусульманская лига стояли в стороне от деятельности как ОНП, так и ЦНК, считая их просингальскими образованиями, и добивались от английской стороны установления системы «сбалансированного представительства», то есть предоставления 50 % мест в законодательных органах сингалам и 50 % мест — представителям национальных меньшинств.
4 февраля 1948 года был официально создан доминион Цейлон.